# Helen Twelvetrees
Helen Twelvetrees est une actrice américaine, née le 25 décembre 1908 à Brooklyn, New York et morte le 13 février 1958 à Harrisburg, Pennsylvanie.

## Biographie

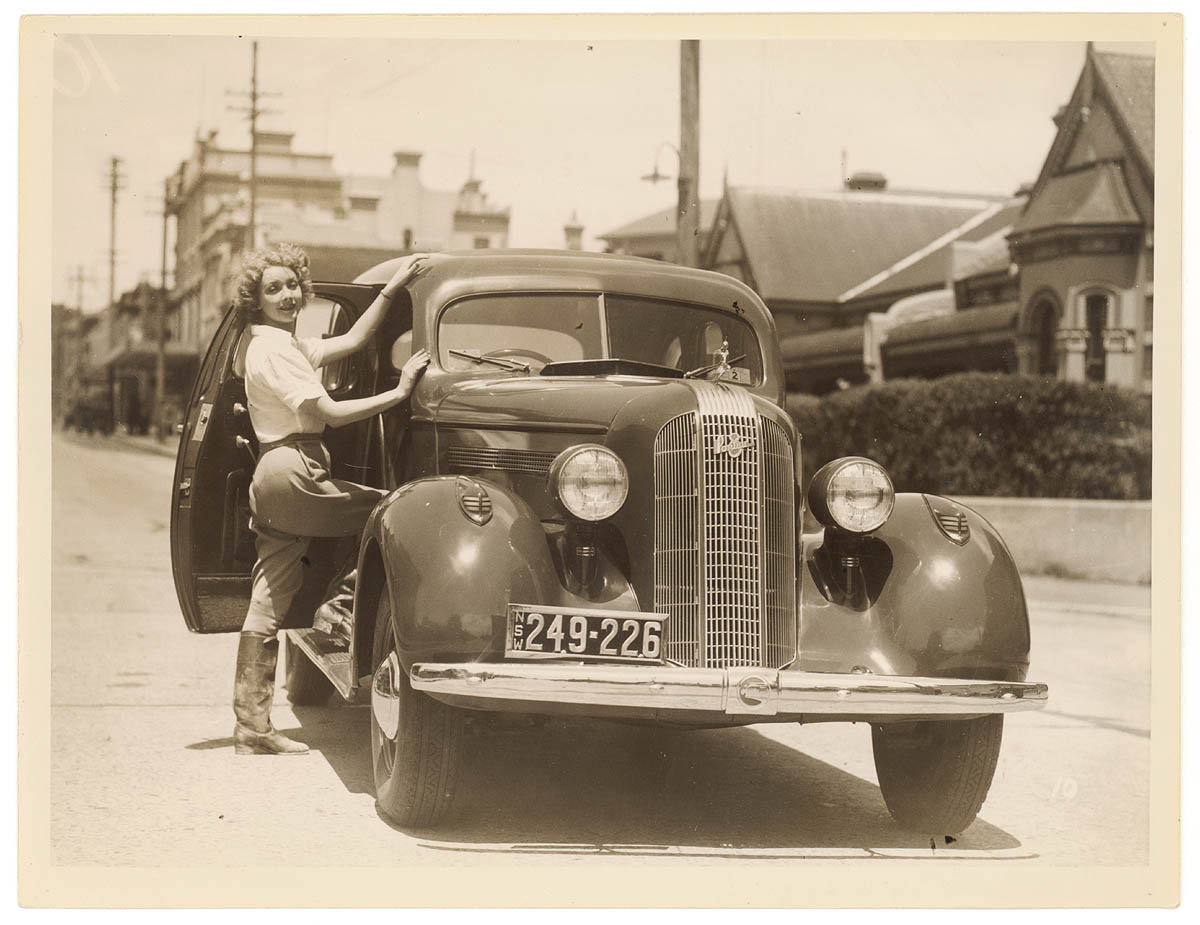
Helen Twelvetrees à Sydney en 1935.

Helen Marie Jurgens naît à Brooklyn le 25 décembre 1908. Sa famille déménage à Flatbush, où naît son jeune frère. Au cours de l'hiver 1919, l'appartement familial de quatre chambres prend feu et son frère périt. Elle fréquente le Brooklyn Heights Seminary puis l'Art Students League de New York, où elle étudie pendant un an avant de s'inscrire à l'American Academy of Dramatic Arts (AADA). Alors qu'elle fréquente l'AADA, elle rencontre l'acteur Clark Twelvetrees, qu'elle épouse à 19 ans en 1927. Elle adopte le nom de famille de son mari et l'utilise comme nom professionnel. Fort d'une certaine expérience de la scène, elle part à Hollywood pour saisir les opportunités du passage au cinéma parlant. Son premier emploi est chez Fox Film Corporation et elle apparaît dans The Ghost Talks en 1929. Après trois films avec la Fox, elle signée avec Pathé peu de temps après. Puis Pathé est absorbée par RKO Radio Pictures, et les films qui lui sont proposés sont moins intéressants. Avec l'arrivée de Katharine Hepburn chez RKO, elle quitte ce studio pour se lancer en freelance.
Le film Her Man de 1930 détermine le cours de sa carrière cinématographique. Elle joue une série de rôles représentant des femmes souffrantes se battant pour les mauvais hommes. Plus tard, elle apparaît avec Spencer Tracy dans Les Nuits de New York (Now I'll Tell) ; avec Donald Cook dans The Spanish Cape Mystery ; et avec Maurice Chevalier dans A Bedtime Story de la Paramount. Elle joue également dans deux films de la Metro-Goldwyn-Mayer. En mars 1930, elle demande aussi le divorce, invoquant la cruauté mentale de son époux. Durant le procès de divorce, elle affirme qu'elle a été battue à quatre reprises. Leur divorce devint définitif en mars 1931. Elle se remarie en avril 1931 avec Frank Woody, cascadeur hollywoodien devenu acteur. Elle divorce de ce deuxième époux en 1936.
En 1936, elle se rend en Australie pour jouer dans la production Thoroughbred de Cinesound Studios, sur un cheval de course vainqueur de la Melbourne Cup. Le film est produit aux studios Cinesound à Bondi Junction. Une fois le tournage terminé, Twelvetrees revient chez elle à Brooklyn, où elle tombe malade. Après une lente récupération, elle revient au théâtre dans la production USO de The Man Who Came to Dinner. Puis elle réalise ses deux derniers films, Persons in Hiding et Unmarried, en 1939.
Twelvetrees fait ensuite ses débuts à Broadway dans Boudoir de Jacques Deval en 1941. Les représentations se terminent après seulement 11 représentations. Elle continue cependant à jouer occasionnellement, comme dans le rôle de Blanche DuBois dans Un tramway nommé Désir à New York en août 1951.
Elle se marie pour la troisième et dernière fois avec le fermier et capitaine de l'Air Force Conrad Payne en 1947.
Le 13 février 1958, elle est retrouvée inconsciente sur le sol de son salon chez elle à Middletown, une banlieue de Harrisburg, en Pennsylvanie. Elle est emmenée à l’hôpital d'une base aérienne à Middletown, où elle meurt. Selon le coroner du comté, elle souffrait d'une maladie rénale depuis un certain temps et prenait une surdose de sédatifs. Sa mort a été considérée comme un suicide,.

## Filmographie

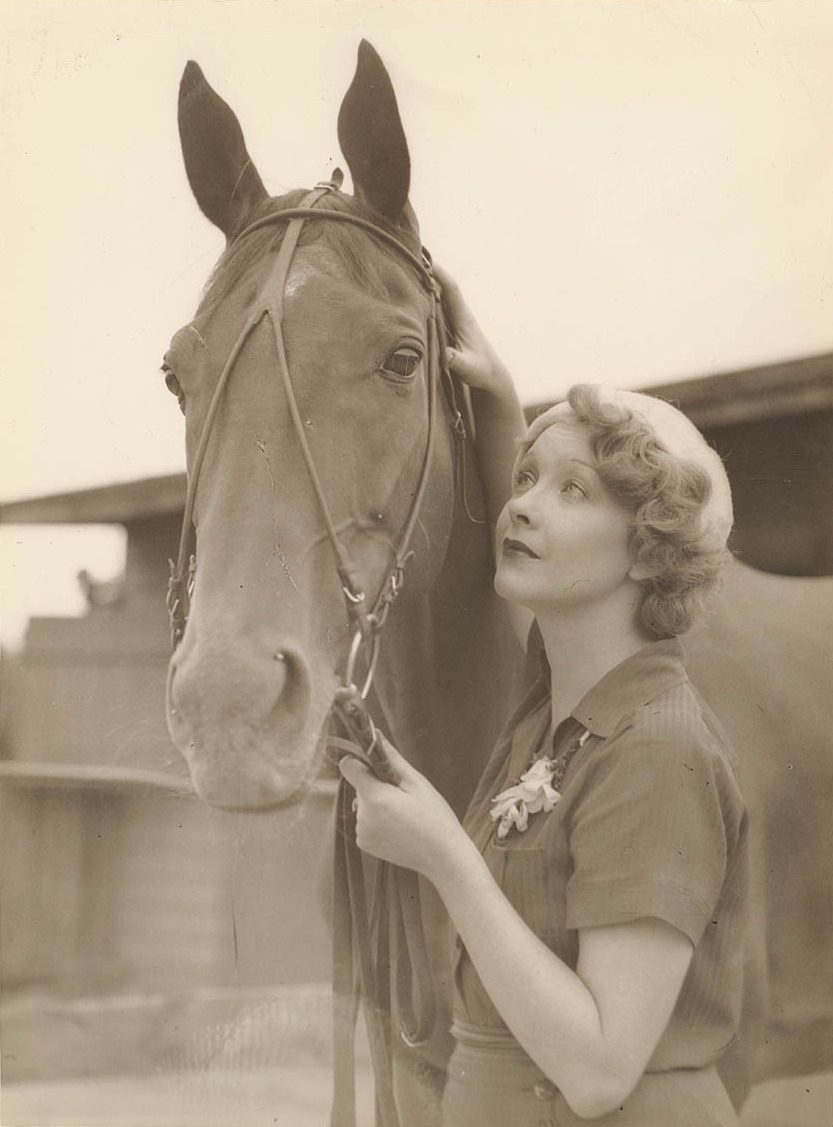
Helen Twelvetrees durant le tournage de Thoroughbred en 1936.

- 1929 : The Ghost Talks : Miriam Holt
- 1929 : Amour de gosses (Blue Skies), d'Alfred L. Werker : Dorothy May
- 1929 : Words and Music
- 1930 : The Grand Parade : Molly
- 1930 : Swing High : Maryan
- 1930 : Son homme (Her Man) : Frankie Keefe
- 1930 : The Cat Creeps : Annabelle West
- 1931 : Le Désert rouge (The Painted Desert), de Howard Higgin : Mary Ellen Cameron
- 1931 : Millie : Millicent "Millie" Blake Maitland
- 1931 : A Woman of Experience (en) : Elsa Elsbergen
- 1931 : Bad Company : Helen King Carlyle
- 1932 : La Danseuse de Panama (Panama Flo), de Ralph Murphy : Flo Bennett
- 1932 : Young Bride : Allie Smith Riggs
- 1932 : La Loi ordonne (State's Attorney) : June Perry
- 1932 : Is My Face Red? : Peggy Bannon
- 1932 : Unashamed de Harry Beaumont : Joan Ogden
- 1933 : Broken Hearts
- 1933 : Monsieur Bébé (A Bedtime Story) de Norman Taurog : Sally
- 1933 : Disgraced! : Gay Holloway
- 1933 : My Woman : Connie Riley Rollins
- 1933 : Son dernier combat (en) (King for a Night) de Kurt Neumann : Lillian Williams
- 1934 : All Men Are Enemies : Katha
- 1934 : Les Nuits de New York (Now I'll Tell) d'Edwin J. Burke : Virginia Golden
- 1934 : She Was a Lady : Sheila Vane
- 1934 : One Hour Late : Bessie Dunn
- 1935 : Times Square Lady : Margo Heath
- 1935 : She Gets Her Man de William Nigh : Francine
- 1935 : The Spanish Cape Mystery : Stella Godfrey
- 1935 : Frisco Waterfront : Alice
- 1936 : Thoroughbred : Joan
- 1937 : Hollywood Round-Up : Carol Stevens
- 1939 : Le Parfum de la dame traquée (Persons in Hiding) : Helen Griswold
- 1939 : Unmarried (en) de Kurt Neumann : Pat Rogers